# Giải bóng đá nữ vô địch quốc gia 2015
Giải bóng đá nữ vô địch quốc gia 2015 (Tên gọi chính thức là: Giải bóng đá nữ vô địch Quốc gia - Cúp Thái Sơn Bắc 2015) là giải đấu bóng đá lần thứ 18 do VFF tổ chức và Công ty TNHH Thương mại Thiết bị điện Thái Sơn Bắc tài trợ. Giải diễn ra hai lượt đi và về, lượt đi diễn ra từ ngày 5 tháng 3 đến ngày 26 tháng 3 năm 2015 tại Sân vận động Thống Nhất còn lượt về diễn ra từ ngày 21 tháng 6 đến ngày 12 tháng 7 năm 2015 trên Sân vận động Hà Nam. Mùa giải này có 7 đội tham dự bao gồm: Hà Nội I, Hà Nội II, Thành phố Hồ Chí Minh, Tao Đàn, Phong Phú Hà Nam, Than Khoáng sản Việt Nam và Thái Nguyên.

## Cách tính điểm, xếp hạng
- Đội thắng: 3 điểm
- Đội hoà: 1 điểm
- Đội thua: 0 điểm

Tính tổng số điểm của các Đội đạt được để xếp thứ hạng.
- Nếu có từ hai Đội trở lên bằng điểm nhau, thứ hạng các Đội sẽ được xác định như sau: trước hết sẽ tính kết quả của các trận đấu giữa các Đội đó với nhau theo thứ tự: 
  - Tổng số điểm.
  - Hiệu số của tổng số bàn thắng trừ tổng số bàn thua.
  - Tổng số bàn thắng.

Đội nào có chỉ số cao hơn sẽ xếp trên.
Nếu các chỉ số vẫn bằng nhau, BTC sẽ tổ chức bốc thăm để xác định thứ hạng của các Đội (trong trường hợp chỉ có hai đội có các chỉ số trên bằng nhau và còn thi đấu trên sân thì sẽ tiếp tục thi đá luân lưu 11m để xác định đội xếp trên).

## Giải thưởng
- Đội vô địch: Cúp, Huy chương vàng, bảng danh vị và Giải thưởng: 300.000.000đ
- Đội thứ nhì: Huy chương bạc, bảng danh vị và giải thưởng: 200.000.000đ
- Hai thứ ba: Huy chương đồng, bảng danh vị và giải thưởng:	150.000.000đ

(Mỗi bộ huy chương gồm 32 chiếc)
- Giải phong cách: bảng danh vị và giải thưởng:	20.000.000đ
- Cầu thủ xuất sắc nhất giải: bảng danh vị và giải thưởng:	10.000.000đ
- Cầu thủ ghi nhiều bàn thắng nhất giải: bảng danh vị và giải thưởng:	10.000.000đ

(Nếu trường hợp có từ hai cầu thủ trở lên ghi được số bàn thắng cao nhất bằng nhau, thì giải thưởng sẽ được chia đều cho các cầu thủ đó)
- Thủ môn xuất sắc nhất giải: bảng danh vị và giải thưởng:	10.000.000đ
- Tổ trọng tài xuất sắc nhất: 	10.000.000đ.[4]

## Thông tin các đội bóng
| Đội Bóng                 | Huấn luyện viên trưởng | Đội Trưởng | Nhà tài trợ           |
| ------------------------ | ---------------------- | ---------- | --------------------- |
| Hà Nội I                 | Nguyễn Duy Hùng        | n/a        | Hà Nội                |
| Hà Nội II                | Vũ Bá Đông             | n/a        | Hà Nội                |
| TNG Thái Nguyên          | Đoàn Việt Triều        | n/a        | TNG                   |
| Thành phố Hồ Chí Minh    | Đoàn Thị Kim Chi       | n/a        | Thành phố Hồ Chí Minh |
| Tao Đàn                  | Nguyễn Hữu Thắng       | n/a        | Thành phố Hồ Chí Minh |
| Phong Phú Hà Nam         | Văn Thị Thanh          | n/a        | Hà Nam                |
| Than Khoáng sản Việt Nam | Đoàn Minh Hải          | n/a        | VINACOMIN             |

## Lịch thi đấu và kết quả
Lịch thi đấu và kết quả lượt đi Giải bóng đá nữ vô địch Quốc gia - Thái Sơn Bắc 2015
| Ngày      | Sân   | Giờ   | Đội 1           | Kết quả | Đội 2           |
| 5/3/2015  | TPHCM | 15h00 | Tao Đàn         | 0 - 1   | TNG Thái Nguyên |
| 5/3/2015  | TPHCM | 17h15 | TP HCM          | 1 - 0   | Than KSVN       |
| 5/3/2015  | TPHCM | 19h30 | Hà Nội I        | 4 - 0   | Hà Nội II       |
| 7/3/2015  | TPHCM | 16h00 | Tao Đàn         | 1 - 7   | TP HCM          |
| 8/3/2015  | TPHCM | 18h30 | PP Hà Nam       | 0 - 1   | Than KSVN       |
| 8/3/2015  | TPHCM | 17h00 | TNG Thái Nguyên | 0 - 3   | Hà Nội I        |
| 10/3/2015 | TPHCM | 16h00 | Than KSVN       | 3 - 2   | Tao Đàn         |
| 10/3/2015 | TPHCM | 18h30 | TP Hồ Chí Minh  | 3 - 0   | Hà Nội II       |
| 11/3/2015 | TPHCM | 16h00 | TNG Thái Nguyên | 0 - 0   | PP Hà Nam       |
| 15/3/2015 | TPHCM | 17h00 | Than KSVN       | 2 - 5   | Hà Nội I        |
| 16/3/2015 | TPHCM | 16h00 | PP Hà Nam       | 3 - 0   | Tao Đàn         |
| 16/3/2015 | TPHCM | 18h30 | Hà Nội II       | 2 - 1   | TNG Thái Nguyên |
| 18/3/2015 | TPHCM | 17h00 | Hà Nội I        | 0 - 0   | TP HCM          |
| 19/3/2015 | TPHCM | 16h00 | Hà Nội II       | 0 - 7   | PP Hà Nam       |
| 19/3/2015 | TPHCM | 18h30 | TNG Thái Nguyên | 0 - 1   | Than KSVN       |
| 22/3/2015 | TPHCM | 16h00 | Hà Nội I        | 5 - 0   | PP Hà Nam       |
| 22/3/2015 | TPHCM | 18h30 | Hà Nội II       | 3 - 1   | Tao Đàn         |
| 23/3/2015 | TPHCM | 17h00 | TP HCM          | 2 - 0   | TNG Thái Nguyên |
| 25/3/2015 | TPHCM | 16h00 | Than KSVN       | 3 - 0   | Hà Nội II       |
| 25/3/2015 | TPHCM | 18h30 | Tao Đàn         | 0 - 4   | Hà Nội I        |
| 26/3/2015 | TPHCM | 17h00 | PP Hà Nam       | 0 - 0   | TP HCM          |

Lịch thi đấu và kết quả lượt về Giải bóng đá nữ vô địch Quốc gia - Thái Sơn Bắc 2015
| Ngày      | Sân    | Giờ   | Đội 1           | Kết quả | Đội 2           |
| 6/6/2015  | HÀ NAM | 16h30 | PP Hà Nam       | 1 - 0   | Than KSVN       |
| 6/6/2015  | HÀ NAM | 18h45 | Hà Nội I        | 7 - 1   | Hà Nội II       |
| 7/6/2015  | HÀ NAM | 17h00 | TP HCM          | 6 - 0   | Tao Đàn         |
| 9/6/2015  | HÀ NAM | 16h30 | TNG Thái Nguyên | 0 - 0   | Than KSVN       |
| 9/6/2015  | HÀ NAM | 18h45 | Hà Nội I        | 0 - 1   | PP Hà Nam       |
| 10/6/2015 | HÀ NAM | 17h00 | Hà Nội II       | 1 - 3   | TP HCM          |
| 13/6/2015 | HÀ NAM | 16h30 | Than KSVN       | 0 - 1   | Hà Nội I        |
| 13/6/2015 | HÀ NAM | 18h45 | PP Hà Nam       | 3 - 0   | Tao Đàn         |
| 14/6/2015 | HÀ NAM | 17h00 | Hà Nội II       | 0 - 0   | TNG Thái Nguyên |
| 16/6/2015 | HÀ NAM | 17h00 | Than KSVN       | 0 - 2   | TP HCM          |
| 17/6/2015 | HÀ NAM | 16h30 | TNG Thái Nguyên | 0 - 4   | Hà Nội I        |
| 17/6/2015 | HÀ NAM | 18h45 | Tao Đàn         | 0 - 3   | Hà Nội II       |
| 19/6/2015 | HÀ NAM | 17h00 | TP HCM          | 2 - 0   | PP Hà Nam       |
| 20/6/2015 | HÀ NAM | 16h30 | Tao Đàn         | 0 - 0   | TNG Thái Nguyên |
| 20/6/2015 | HÀ NAM | 18h45 | Hà Nội II       | 2 - 2   | Than KSVN       |
| 23/6/2015 | HÀ NAM | 16h30 | TP HCM          | 1 - 0   | TNG Thái Nguyên |
| 23/6/2015 | HÀ NAM | 18h30 | Tao Đàn         | 1 - 3   | Hà Nội I        |
| 24/6/2015 | HÀ NAM | 17h00 | PP Hà Nam       | 3 - 0   | Hà Nội II       |
| 26/6/2015 | HÀ NAM | 17h00 | Than KSVN       | 6 - 0   | Tao Đàn         |
| 26/6/2015 | HÀ NAM | 18h30 | Hà Nội I        | 2 - 2   | TP HCM          |
| 27/6/2015 | HÀ NAM | 19h00 | TNG Thái Nguyên | 1 - 4   | PP hà Nam       |

## Bảng xếp hạng
| TT | Đội              | Trận | Thắng | Hòa | Thua | Hiệu số | Điểm |
| 1  | TP Hồ Chí Minh   | 12   | 9     | 3   | 0    | 30-4    | 30   |
| 2  | Hà Nội I         | 12   | 9     | 2   | 1    | 38-7    | 29   |
| 3  | Phong Phú Hà Nam | 12   | 7     | 2   | 3    | 22-9    | 23   |
| 4  | Than KSVN        | 12   | 5     | 2   | 5    | 18-14   | 17   |
| 5  | Hà Nội 2         | 12   | 3     | 2   | 7    | 12-34   | 11   |
| 6  | TNG Thái Nguyên  | 12   | 1     | 4   | 7    | 3-17    | 7    |
| 7  | Tao Đàn          | 12   | 0     | 1   | 11   | 5-43    | 1    |

## Tổng kết mùa giải
- Đội vô địch: Tp Hồ Chí Minh
- Đội thứ Nhì: Hà Nội I
- Đội thứ Ba: Phong Phú Hà Nam
- Đội đoạt giải phong cách: Than KSVN
- Cầu thủ ghi nhiều bàn thắng nhất: Phạm Hải Yến (12 - Hà Nội I), 10 bàn
- Cầu thủ xuất sắc nhất giải: Bùi Thúy An (5 - Hà Nội I)
- Thủ môn xuất sắc nhất giải: Đặng Thị Kiều Trinh (68 - Tp Hồ Chí Minh).